# DALI (rozhraní)
Rozhraní DALI (Digital Addressable Lighting Interface) slouží k ovládání osvětlení v domácí automatizaci, vybavení budov a někdy i stadionů (divadla, koncerty, filmová studia a pod. obvykle používají DMX512). Jedná se o otevřené rozhraní. Protokol byl v devadesátých letech vyvinut konsorciem Activity Group DALI, založeným firmou Philips v roce 1984. DALI je nyní specifikováno v IEC 62386 a IEC 60929. Později bylo definováno DALI-2 (IEC 62386 part 103).

## Základní parametry
Komunikuje po multimaster sběrnici se dvěma vodiči (obvyklé názvy DA+/DA-, +DALI/-DALI), která je napájena ze společného zdroje s proudovým omezením. Sběrnice může být vedena běžnými elektroinstalačními vodiči a to i v rámci silového kabelu. Zařízení jsou zpravidla vybavena usměrňovačem, takže nezáleží na polaritě připojení. Při vysílání se aktivní úroveň vytváří zkratováním sběrnice. Základem přenosového protokolu je kódování Manchester s přenosovou rychlostí 1200 b/s.
| Maximální délka                       | 300 m                                            |
| Maximální úbytek napětí               | 2 V                                              |
| Dovolený rozsah napětí                | -6,5 až +22,5 V                                  |
| Maximální proud sběrnicí              | 250 mA                                           |
| Maximální klidový odběr jednoho prvku | 2 mA                                             |
| Maximální počet ovládaných prvků      | 64                                               |
| Přenosové kódování                    | Manchester                                       |
| Přenosová rychlost                    | 1200 b/s +/- 10 %                                |
| Délka slotu                           | 833 µs (1/1200 s) +/- 10 %                       |
| Napětí úrovně L                       | 0 (nom.) max 6,5 V                               |
| Napětí úrovně H                       | 16 (nom.) min 9,5 V                              |
| Klidový stav                          | H                                                |
| Start                                 | L po dobu první poloviny slotu po klidovém stavu |
| Stop                                  | H po dobu dvou slotů                             |
| Data 0                                | sestupná hrana (H→L) uprostřed slotu             |
| Data 1                                | vzestupná hrana (L→H) uprostřed slotu            |

## Hardware
Komunikace po DALI využívá optický oddělovač vybavený spínačem, který při vysílání sběrnici zkratuje. DALI-2 musí navíc přežít přímé připojení 230 V a dokázat tento stav vyhodnotit jako stisk ovládacího tlačítka.

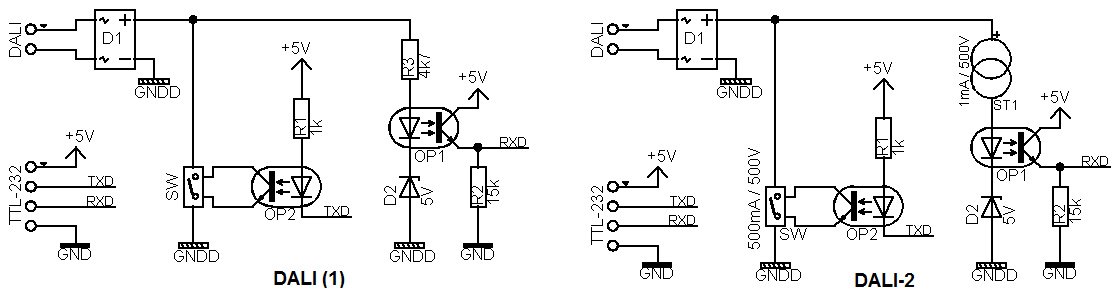
Základní princip HW rozhraní DALI a DALI-2

D1: Usměrňovací můstek, aby nezáleželo na polaritě připojení ke sběrnici.
OP1: Přijímací optočlen.
OP2: Vysílací optočlen.
SW: Spínač používaný k vysílání. Spínač musí být schopen sepnout 250 mA a v případě DALI-2 navíc přežít přímé připojení k rozvodné síti (230 V). Starší konstrukce obvykle používají bipolární tranzistor zapojený do Darlingtonova zapojení s fototranzistorem v optočlenu, novější MOSFET buzený obvodem, který je schopen udržet ovládací napětí po dobu zkratu.
R1: Rezistor omezující proud procházející skrz LED vysílacího optočlenu.
R2: Rezistor omezující proud procházející skrz fototranzistor přijímacího optočlenu.
R3: Rezistor omezující proud procházející skrz LED přijímacího optočlenu. Lepší je na tomto místě použít proudový stabilizátor.
D2: Zenerova dioda zajišťující, aby přijímací optočlen nesvítil při napětí, které má být považováno za nízkou úroveň. Na rozhodovací úroveň má vliv i úbytek na LED optočlenu, R3, R2 a CTR optočlenu.
ST1: Proudový stabilizátor omezující proud procházející LED přijímacího optočlenu. V DALI-2 musí vydržet trvalé připojení k rozvodné síti (230 V). Zpravidla se jedná o nejjednodušší stabilizátor ze dvou tranzistorů a dvou rezistorů.

## Formát paketu
Ovládací prvky (master) vysílají pakety dlouhé celkem 19 bitů (1 start, 8 adresa, 8 data, 2 stop) a ovládaná zařízení mohou odpovídat paketem délky 11 bitů (1 start, 8 data, 2 stop). Bity se posílají v pořadí od nejvyššího k nejnižšímu.

### Formát adresy
Na začátku a konci adresy se standardně nachází speciální bity a mezi nimi bity adresní: YaaaaaaS. Pozice adresy může sloužit i k přenosu speciálních příkazů.
- Y určuje typ adresy
  - 0aaaaaaS Krátká adresa (0-63). Krátká adresa se nastavuje příkazem 128 StoreDTRasShortAddress, nebo je přidělena v rámci procesu, který začíná speciálním příkazem 258 Initialize a používají se při něm 24b adresy RandomAddress a SearchAddress.
  - 1111111S Broadcast - pro všechna zařízení
  - 100ggggS Číslo skupiny (0-15). Paket přijmou všechna zařízení, která jsou členem skupiny. Každé zařízení může být členem více skupin.
  - 101cccc1 Speciální příkaz (kód 256-271)
  - 110cccc1 Speciální příkaz (kód od 272)
- S (selector) určuje typ paketu
  - 0 (DAPC direct arc power control) Přímé řízení výkonu datovým bajtem. Anglický název vychází z historicky prvního využití u stmívatelných elektronických předřadníků k zářivkám.
  - 1 (command) Datový bajt obsahuje příkaz.

### Formát dat
Datový byte může být použit k přímé regulaci jasu, nebo obsahuje příkaz.
- Přímá regulace jasu: Hodnota datového byte nastaví aktuální jas. 0 představuje vypnutí (OFF), 255 je zakázaná hodnota a slouží např. ke zneplatnění scény. 1-254 jsou "svítící" hodnoty a 254 je 100 %. Hodnota může být interpretována buď logaritmicky, nebo lineárně:
  - Logaritmická: Výchozí převod na světelný tok je logaritmický, protože i lidské vnímání jasu je logaritmické. 1 představuje jas 0,1 % maximálního. Každý další krok předchozí jas násobí {\displaystyle {\sqrt[{253}]{1000}}\doteq 1,028}. Sousední hodnoty mají tedy stejný poměr a totéž platí i pro vzdálenější. Např. hodnotám vzdáleným 25 odpovídá cca dvojnásobný jas. Při hodnotě 254 je dosaženo 100 %. Ne všechny regulátory dodržují začátek od 0,1 %. Pokud např. horší driver zvládá minimální jas 3 %, tak má nulový jas až do hodnoty kolem 120.[2]
  - Lineární: Regulátory je obvykle možné přepnout i do lineárního režimu, kdy procento maximální hodnoty odpovídá procentu maximálního jasu. Hodnota 1 představuje {\displaystyle 100/254\doteq 0,39} % maximálního jasu. Přičítáním této hodnoty se dostaneme ke 100 %.
- Příkaz: Příkazy mohou měnit jas, nebo parametry driveru. Pokud příkaz potřebuje nějaká data, použije buď část svého kódu, aktuální hodnotu jasu, nebo hodnotu uloženou v registru DTR (data transfer register).
  - 0-31 Nepřímé řízení výkonu (Indirect arc power control): Příkazy řídící jas. Např. přechod na následující krok, návrat k uložené hodnotě, rozsvícení na hodnotu nastaveného maxima, nebo minima, nebo podle čísla scény.
  - 32-79 Konfigurační příkazy (Configuration commands): Uložení hodnoty do DTR, změna maxima, minima, definování scén a podobně.
  - 80-128 Systémové parametry (System parameters settings): Ovládání scén, skupin a adresy.
  - 144-196 Dotazy (Query): Příkazy vyžadující odpověď. Dotazy na aktuální hodnoty a stavové informace.
  - 227-255 Rozšřující příkazy (Extended commands): Příkazy do normy doplněné později, které souvisí s novějšími technologiemi, např. LED drivery.
  - 256+ Speciální příkazy (Special Commands): Příkazy s číslem nad 255. Číslo je předáváno v adresním bajtu, pokud začíná 101, nebo 110. Čísla těchto příkazů tedy vlastně nejsou přímo kódy, ale pořadová čísla za 255. Např. 256 má první byte 10100000. Tučně označená část se pak s dalšími kódy zvyšuje. Aby bylo možné tyto příkazy používat, musí se nejprve použít 258 Initialize, kde je adresa jako druhý byte.

### Práce s logaritmickým jasem
0 je zhasnuto (OFF). 1 představuje tisícinu maximálního jasu. Každý další krok předchozí jas násobí {\displaystyle {\sqrt[{253}]{1000}}\doteq 1,027679533}. Sousední hodnoty se tedy liší o cca 2,8 %. Při hodnotě 254 je dosaženo 100 %.
Jas v % odpovídající hodnotě N od 1 do 254 se vypočítá:
{\displaystyle J[\%]={\frac {100}{1000}}\cdot {\sqrt[{253}]{1000}}^{N-1}}
Interně obvykle nepotřebujeme jas v procentech, takže místo 100 použijeme patřičné maximum, např. 4095 u dvanáctibitové PWM. Při výpočtu v malých procesorech je potřeba dávat pozor na kumulaci chyby, jinak se max. jas může dostat desítky procent pod i nad 100 %. Základní vzorec je možné přepočíst na mocninu jiného základu, např. 2. Mnohdy je ale lepší použít tabulku předpočítanou na PC.
Běžně se uvádí tento vzorec:
{\displaystyle J[\%]={10}^{{\frac {N-1}{253/3}}-1}}
Dává stejné výsledky jako vzorec s 253. odmocninou. Byl užitečný v době tabulek a logaritmických pravítek, kdy nebylo snadné počítat obecné mocniny. V současné době je méně pracné použít první vzorec.

## Přehled příkazů
Poznámky:
- Tam, kde se v následujících tabulkách vyskytuje adresa zařízení 0aaaaaa1, může být použita i adresa skupiny 100aaaa1, nebo broadcastová 11111111.
- Názvy příkazů se v dokumentacích různých výrobců liší (např. status_query, QUERY_STATUS, QueryStat), nebo vůbec není uveden, ale funkce příkazu s daným kódem je stejná. Název primárně slouží pro snazší orientaci v tabulkách.
- Příkazy s dotazy mohou vést k odpovědi od zařízení:
  - N - zařízení odpoví číslem (0-255).
  - ano/ne - Ano má hodnotu 255. Když nepřijde odpověď, je to interpretováno jako ne.
  - --- - Nejedná se o dotaz, jen je tabulka kvůli jiným dotazům k tomuto účelu formátovaná.
- Ve sloupcích dec, hex a bin sekvence se vyskytují tyto znaky:
  - Čísla Pokud jsou hexadecimální a obsahují A-F, jsou písmena velká.
  - a Tato část čísla je adresa, přesněji krátká adresa.
  - g Tato část čísla je číslo skupiny (group).
  - s Tato část čísla je číslo scény.
  - d Tato část čísla jsou data v obecném smyslu.
  - x Na hodnotě nezáleží.

### Nepřímé řízení výkonu
| dec  | hex | bin sekvence      | název               | popis |
| ---- | --- | ----------------- | ------------------- | --- |
| 0    | 00  | 0aaaaaa1 00000000 | Off                 | Okamžité vypnutí světla do stavu OFF. |
| 1    | 01  | 0aaaaaa1 00000001 | Up                  | Po dobu 200 ms zvyšuje jas rychlostí nastavenou ve FadeRate. Zastaví se nejpozději na MaxLevel. Nedokáže světlo zapnout, pokud je OFF. |
| 2    | 02  | 0aaaaaa1 00000010 | Down                | Po dobu 200 ms snižuje jas rychlostí nastavenou ve FadeRate. Zastaví se nejpozději na MinLevel. Nedokáže světlo vypnout. |
| 3    | 03  | 0aaaaaa1 00000011 | StepUp              | Zvýšení jasu o jeden krok. Pokud bylo dosaženo MaxLevel, nereaguje. Nedokáže světlo zapnout, pokud je OFF. |
| 4    | 04  | 0aaaaaa1 00000100 | StepDown            | Snížení jasu o jeden krok. Pokud bylo dosaženo MinLevel, nereaguje. Nedokáže světlo vypnout. |
| 5    | 05  | 0aaaaaa1 00000101 | RecallMaxLevel      | Okamžitý přechod na uložený MaxLevel. Může vyvolat zapnutí do stavu ON. |
| 6    | 06  | 0aaaaaa1 00000110 | RecallMinLevel      | Okamžitý přechod na uložený MinLevel. Může vyvolat zapnutí do stavu ON. |
| 7    | 07  | 0aaaaaa1 00000111 | StepDownAndOff      | Snížení jasu o jeden krok. Pokud se tím dostane pod MinLevel, vypne světlo do stavu OFF. |
| 8    | 08  | 0aaaaaa1 00001000 | OnAndStepUp         | Zvýšení jasu o jeden krok. Pokud je světlo vypnuté, bude zapnuto a předje na úroveň MinLevel. |
| 9    | 09  | 0aaaaaa1 00001001 | EnableDAPCsequence  | Povolit sekvenci DAPC (Direct Arc Power Control). Následující přímé řízení výkonu bude se zkrácenými přechody. Sekvence se přeruší, pokud po dobu 200 ms nepřijde příkaz pro přímé řízení výkonu. (jen IEC 62386-102) (často neimplementováno) |
| 10   | 0A  | 0aaaaaa1 00001010 | GoToLastActiveLevel | Přejde na předchozí úroveň jasu. (DALI-2) |
| 16+s | 1s  | 0aaaaaa1 0001ssss | GoToScene           | Nastaví jas podle specifikované uložené scény. Není-li pod daným číslem žádná uložena, jas se nezmění. |

### Konfigurační příkazy
| dec  | hex | bin sekvence      | název                        | popis |
| ---- | --- | ----------------- | ---------------------------- | --- |
| 32   | 20  | 0aaaaaa1 00100000 | Reset                        | Uvede proměnné v paměti do výchozího stavu. |
| 33   | 21  | 0aaaaaa1 00100001 | StoreToDTR                   | Aktuální jas uloží do DTR pro jiné použití. |
| 42   | 2A  | 0aaaaaa1 00101010 | StoreDTRasMaxLevel           | Nastaví MaxLevel podle DTR. Pokud je to méně než MinLevel, MaxLevel se nastaví na MinLevel. Pokud je aktuální jas větší než nový MaxLevel, změní se na MaxLevel. |
| 43   | 2B  | 0aaaaaa1 00101011 | StoreDTRasMinLevel           | Nastaví MinLevel podle DTR. Pokud je aktuální jas menší než nový MinLevel, změní se na MinLevel. Pokud je jas 0 (OFF), zůstane tak.                              |
| 44   | 2C  | 0aaaaaa1 00101100 | StoreDTRasSystemFailureLevel | Nastaví SystemFailureLevel podle DTR. |
| 45   | 2D  | 0aaaaaa1 00101101 | StoreDTRasPowerOnLevel       | Nastaví PowerOnLevel podle DTR. |
| 46   | 2E  | 0aaaaaa1 00101110 | StoreDTRasFadeTime           | Nastaví FadeTime podle DTR. Pro přepočet na čas v sekundách platí: {\displaystyle T[s]={\frac {1}{2}}\cdot {\sqrt {2^{FadeTime}}}}                               |
| 47   | 2F  | 0aaaaaa1 00101111 | StoreDTRasFadeRate           | Nastaví FadeRate podle DTR. Pro přepočet na kroky za sekundu platí: {\displaystyle T[k/s]={\frac {506}{\sqrt {2^{FadeRate}}}}}                                   |
| 64+s | 4s  | 0aaaaaa1 0100ssss | StoreDTRasScene              | Nastaví scénu s podle DTR. |

### Nastavení systémových parametrů
| dec   | hex | bin sekvence      | název                  | popis                           |
| ----- | --- | ----------------- | ---------------------- | ------------------------------- |
| 80+s  | 5s  | 0aaaaaa1 0101ssss | RemoveScene            | Odstraní scénu s.               |
| 96+g  | 6g  | 0aaaaaa1 0110gggg | AddToGroup             | Přidá svítidlo do skupiny g.    |
| 112+g | 7g  | 0aaaaaa1 0111gggg | RemoveFromGroup        | Odstraní svítidlo ze skupiny g. |
| 128   | 80  | 0aaaaaa1 10000000 | StoreDTRasShortAddress | Nastaví ShortAddress podle DTR. |

### Dotazy na stavové informace
| dec | hex | bin sekvence      | název                    | popis | odpověď |
| --- | --- | ----------------- | ------------------------ | --- | ------- |
| 144 | 90  | 0aaaaaa1 10010000 | QueryStatus              | Požadavek na stavový byte. | N       |
| 145 | 91  | 0aaaaaa1 10010001 | QueryGearPresent         | Dotaz na přítomnost zařízení. | ano/ne  |
| 146 | 92  | 0aaaaaa1 10010010 | QueryLampFailure         | Dotaz, zda není zdroj světla vadný | ano/ne  |
| 147 | 93  | 0aaaaaa1 10010011 | QueryLampPowerOn         | Dotaz, zda je zdroj světla zapnutý. | ano/ne  |
| 148 | 94  | 0aaaaaa1 10010100 | QueryLimitError          | Dotaz, zda předchozí požadavek překročil rozsah MinLevel-MaxLevel. | ano/ne  |
| 149 | 95  | 0aaaaaa1 10010101 | QueryResetState          | Dotaz, zda je zařízení v resetnutém stavu. | ano/ne  |
| 150 | 96  | 0aaaaaa1 10010110 | QueryMissingShortAddress | Dotaz na stav nastavení krátké adresy. (ano = nemá adresu) | ano/ne  |
| 151 | 97  | 0aaaaaa1 10010111 | QueryVersionNumber       | Dotaz na číslo verze zařízení. | N       |
| 152 | 98  | 0aaaaaa1 10011000 | QueryContentDtr          | Dotaz na obsah DTR. | N       |
| 153 | 99  | 0aaaaaa1 10011001 | QueryDeviceType          | Dotaz na číslo typu zařízení. (DALI-2) | N       |
| 154 | 9A  | 0aaaaaa1 10011010 | QueryPhysicalMinLevel    | Dotaz na nejnižší fyzicky podporovanou úroveň jasu. | N       |
| 155 | 9B  | 0aaaaaa1 10011011 | QueryPowerFailure        | Dotaz, zda byl výpadek napájení. Odpoví ano, pokud za dobu svého provozu nedostalo zařízení žádný příkaz pro přímé nastavení výkonu, ani žádný příkaz ze skupiny nepřímého řízení výkonu (včetně Reset). | ano/ne  |

### Dotazy na nastavení výkonu
| dec | hex | bin sekvence      | název                   | popis | odpověď |
| --- | --- | ----------------- | ----------------------- | --- | ------- |
| 160 | A0  | 0aaaaaa1 10100000 | QueryActualLevel        | Dotaz na aktuální úroveň jasu.                                                                            | N       |
| 161 | A1  | 0aaaaaa1 10100001 | QueryMaxLevel           | Dotaz na hodnotu MaxLevel.                                                                                | N       |
| 162 | A2  | 0aaaaaa1 10100010 | QueryMinLevel           | Dotaz na hodnotu MinLevel.                                                                                | N       |
| 163 | A3  | 0aaaaaa1 10100011 | QueryPowerOnLevel       | Dotaz na hodnotu PowerOnLevel.                                                                            | N       |
| 164 | A4  | 0aaaaaa1 10100100 | QuerySystemFailureLevel | Dotaz na hodnotu SystemFailureLevel.                                                                      | N       |
| 165 | A5  | 0aaaaaa1 10100101 | QueryFadeTimeAndRate    | Dotaz na FadeTime a FadeRate. Odpověď obsahuje ve vyšším půlbytu FadeTime a v nižším FadeRate (TTTTRRRR). | N       |

### Dotazy na systémové parametry
| dec   | hex | bin sekvence      | název               | popis                                                                                | odpověď |
| ----- | --- | ----------------- | ------------------- | ------------------------------------------------------------------------------------ | ------- |
| 176+s | Bs  | 0aaaaaa1 1011ssss | QuerySceneLevel     | Dotaz na úroveň jasu scény s.                                                        | N       |
| 192   | C0  | 0aaaaaa1 11000000 | QueryGroups0_7      | Dotaz na členství ve skupinách 0 až 7. Každý bit bitové mapy znamená jednu skupinu.  | N       |
| 193   | C1  | 0aaaaaa1 11000001 | QueryGroups8_15     | Dotaz na členství ve skupinách 8 až 15. Každý bit bitové mapy znamená jednu skupinu. | N       |
| 194   | C2  | 0aaaaaa1 11000010 | QueryRandomAddressH | Dotaz na nejvyšších 8 bitů RandomAddress.                                            | N       |
| 195   | C3  | 0aaaaaa1 11000011 | QueryRandomAddressM | Dotaz na prostředních 8 bitů RandomAddress.                                          | N       |
| 196   | C4  | 0aaaaaa1 11000100 | QueryRandomAddressL | Dotaz na nejnižších 8 bitů RandomAddress.                                            | N       |
| 197   | C5  | 0aaaaaa1 11000101 | ReadMemoryLocation  | Čtení dat z adresy DTR v bance DTR1. DTR je inkrementováno.                          | N       |

### Rozšiřující příkazy pro LED drivery
| dec | hex | bin sekvence      | název                           | popis | odpověď |
| --- | --- | ----------------- | ------------------------------- | --- | ------- |
| 224 | E0  | 0aaaaaa1 11100000 | ReferenceSystemPower            | Měření výkonu. (jen IEC62386-207ed1.0) (často neimplementováno)                                                        | ---     |
| 225 | E1  | 0aaaaaa1 11100001 | EnableCurrentProtector          | Povolení proudové ochrany. (IEC62386-207ed1.0) (často neimplementováno)                                                | ---     |
| 226 | E2  | 0aaaaaa1 11100010 | DisableCurrentProtector         | Zákaz proudové ochrany. (jen IEC62386-207ed1.0) (často neimplementováno)                                               | ---     |
| 227 | E3  | 0aaaaaa1 11100011 | SelectDimmingCurve              | Podle DTR nastaví lineární, nebo logaritmickou křivku převodu hodnoty na výkon. (jen IEC62386-207ed1.0)                | ---     |
| 228 | E4  | 0aaaaaa1 11100100 | StoreDTRasFastFadeTime          | Podle DTR nastaví FastFadeTime. (jen IEC62386-207ed1.0)                                                                | ---     |
| 237 | ED  | 0aaaaaa1 11101101 | QueryGearType                   | Dotaz na typ zařízení. (jen IEC62386-207ed1.0)                                                                         | N       |
| 238 | EE  | 0aaaaaa1 11101110 | QueryDimmingCurve               | Dotaz na aktuální křivku převodu hodnoty na výkon. (jen IEC62386-207ed1.0)                                             | N       |
| 239 | EF  | 0aaaaaa1 11101111 | QueryPossibleOperatingModes     | Dotaz na možné pracovní režimy (PWM, AM, CC). (jen IEC62386-207ed1.0)                                                  | N       |
| 240 | F0  | 0aaaaaa1 11110000 | QueryFeatures                   | Dotaz na bitovou mapu volitelných možností. (jen IEC62386-207ed1.0)                                                    | N       |
| 241 | F1  | 0aaaaaa1 11110001 | QueryFailStatus                 | Dotaz na aktuální kód chyby. (jen IEC62386-207ed1.0)                                                                   | N       |
| 242 | F2  | 0aaaaaa1 11110010 | QueryShortCircuit               | Dotaz na přítomnost zkratu na výstupu. (jen IEC62386-207ed1.0)                                                         | ano/ne  |
| 243 | F3  | 0aaaaaa1 11110011 | QueryOpenCircuit                | Dotaz na rozpojený obvod. (jen IEC62386-207ed1.0)                                                                      | ano/ne  |
| 244 | F4  | 0aaaaaa1 11110100 | QueryLoadDecrease               | Dotaz, zda byl detekován pokles zátěže. (jen IEC62386-207ed1.0) (často neimplementováno)                               | ano/ne  |
| 245 | F5  | 0aaaaaa1 11110101 | QueryLoadIncrease               | Dotaz, zda byl detekován nárůst zátěže. (jen IEC62386-207ed1.0) (často neimplementováno)                               | ano/ne  |
| 246 | F6  | 0aaaaaa1 11110110 | QueryCurrentProtectActive       | Dotaz, zda je aktivní proudová ochrana. (jen IEC62386-207ed1.0) (často neimplementováno)                               | ano/ne  |
| 247 | F7  | 0aaaaaa1 11110111 | QueryThermalShutdown            | Dotaz, zda došlo k vypnutí kvůli přehřátí. (jen IEC62386-207ed1.0)                                                     | ano/ne  |
| 248 | F8  | 0aaaaaa1 11111000 | QueryThermalOverload            | Dotaz, zda došlo ke snížení výkonu kvůli přehřátí. (jen IEC62386-207ed1.0)                                             | ano/ne  |
| 249 | F9  | 0aaaaaa1 11111001 | QueryReferenceRunning           | Dotaz na probíhající měření výkonu. (jen IEC62386-207ed1.0) (často neimplementováno)                                   | ano/ne  |
| 250 | FA  | 0aaaaaa1 11111010 | QueryReferenceMeasurementFailed | Dotaz, zda měření výkonu selhalo. (jen IEC62386-207ed1.0) (často neimplementováno)                                     | ano/ne  |
| 251 | FB  | 0aaaaaa1 11111011 | QueryCurrentProtectorEnable     | Dotaz, zda je zapnutá proudová ochrana. (jen IEC62386-207ed1.0) (často neimplementováno)                               | ano/ne  |
| 252 | FC  | 0aaaaaa1 11111100 | QueryOperatingMode              | Dotaz na aktuální režim. (jen IEC62386-207ed1.0)                                                                       | N       |
| 253 | FD  | 0aaaaaa1 11111101 | QueryFastFadeTime               | Dotaz na hodnotu FastFadeTime. (jen IEC62386-207ed1.0)                                                                 | N       |
| 254 | FE  | 0aaaaaa1 11111110 | QueryMinFastFadeTime            | Dotaz na minimální hodnotu FastFadeTime. (jen IEC62386-207ed1.0)                                                       | N       |
| 255 | FF  | 0aaaaaa1 11111111 | QueryExtendedVersionNumber      | Dotaz na číslo rozšíření (Part2XX Edition Number): IEC62386-102ed1.0：Ne / IEC62386-207ed1.0：1 / EC62386-102ed2.0：Ne | N/ne    |

### Speciální příkazy
(jen IEC62386-102)
| dec | hex   | bin sekvence      | název                 | popis | odpověď |
| --- | ----- | ----------------- | --------------------- | --- | ------- |
| 256 | A1 00 | 10100001 00000000 | Terminate             | Ukončení speciálních procesů: Zruší status Initialize. | ---     |
| 257 | A3 dd | 10100011 dddddddd | DataTransferRegister  | Uloží data d do DTR (DTR0). | ---     |
| 258 | A5 dd | 10100101 dddddddd | Initialize            | Aktivuje status Initialize pro slave s adresou d. Spustí 15minutový timer, který Initialize automaticky zruší. Po dobu jeho běhu je možné používat adresovací příkazy 259-270. Příkaz musí být poslán 2x během 100 ms. Data mají tyto možnosti: 00000000 pro všechny předřadníky, 0aaaaaa1 pro konkrétní předřadník, 11111111 pro předřadníky bez krátké adresy. | ---     |
| 259 | A7 00 | 10100111 00000000 | Randomize             | Vytvoří novou RandomAddress a bude dostupný během 100 ms. Příkaz musí být poslán 2x během 100 ms. | ---     |
| 260 | A9 00 | 10101001 00000000 | Compare               | Porovná RandomAddress s SearchAddress. Ano, pokud RandomAddress<=SearchAddress. | ano/ne. |
| 261 | AB 00 | 10101011 00000000 | Withdraw              | Vynechá zařízení s RandomAddress=SearchAddress z porovnávání. Nebude tedy odpovídat na Compare. | ---     |
| 262 | AD 00 | 10101101 00000000 | ---                   | (rezervováno) | ---     |
| 263 | AF 00 | 10101111 00000000 | Ping                  | Podřízený ignoruje. (IEC62386-102ed2.0) (často neimplementováno) | ---     |
| 264 | B1 dd | 10110001 dddddddd | SearchAddrH           | Nejvyšší byte SearchAddress nastaví dle dat d. | ---     |
| 265 | B3 dd | 10110011 dddddddd | SearchAddrM           | Prostřední byte SearchAddress nastaví dle dat d. | ---     |
| 266 | B5 dd | 10110101 dddddddd | SearchAddrL           | Nejnižšší byte SearchAddress nastaví dle dat d. | ---     |
| 267 | B7 aa | 10110111 0aaaaaa1 | ProgramShortAddress   | Nastaví krátkou adresu na a. | ---     |
| 268 | B9 aa | 10111001 0aaaaaa1 | VerifyShortAddress    | Test, zda se krátká adresa shoduje s a. | ano/ne  |
| 269 | BB 00 | 10111011 00000000 | QueryShortAddress     | Dotaz na krátkou adresu. Vrátí ve formátu 0aaaaaa1. | N       |
| 270 | BD 00 | 10111101 00000000 | PhysicalSelection     | Zařízení nastaví do "Physical Selection Mode" a vynechá z porovnávání. (jen IEC62386-102ed1.0, -207ed1.0) (často neimplementováno) | ---     |
| 271 | BF xx | 10111111 xxxxxxxx | ---                   | (rezervováno) | ---     |
| 272 | C1 00 | 11000001 dddddddd | EnableDeviceTypeX     | Nastaví typ zařízení: 0 zářivky, 1 nouzové osvětlení, 2 HID výbojky, 3 nízkonapěťové halogenové lampy, 4 stmívatelná světla, nebo žárovky, 5 zařízení pro konverzi digitálních signálů podle E.4 na DC signál podle E.2, 6 LED driver, 7 Relátka, 8 RGB driver, 9-255 rezerva                                                                                    | ---     |
| 273 | C3 dd | 11000011 dddddddd | DataTransferRegister1 | Nastaví DTR1 podle dat d. | ---     |
| 274 | C5 dd | 11000101 dddddddd | DataTransferRegister2 | Nastaví DTR2 podle dat d. | ---     |
| 275 | C7 dd | 11000111 dddddddd | WriteMemoryLocation   | Uloží data d na adresu DTR v bance DTR1. Pokud operace proběhla (místo existuje, není read-only, není zamčené), odpověď jsou data d a DTR je inkrementováno. Pokud neproběhla, odpověď nepřijde. | N/ne    |